# Bosonohá stezka

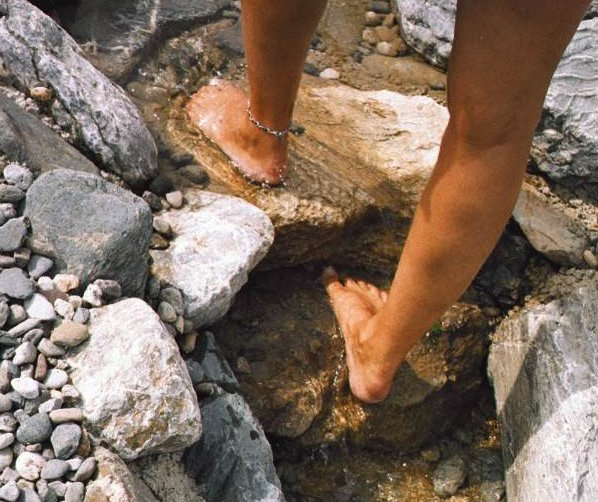
Chůze naboso v přírodě

Bosonohá stezka (také barefoot path) jsou chodníky a cesty pro pěší určené pro zážitkovou chůzi bez obutí a ponožek. Jsou to zpravidla „veřejně přístupná místa, která lidem nabízí možnost spojit se se zemí a vyzkoušet si bosou chůzi po různých materiálech“.
Může se jednat o zahradní prvek trvalé povahy, spontánní aktivitu v přírodě s využitím přirozeného prostředí, ale může mít také formu plánované aktivity pro volnočasovou náplň dětí či dospělých. Bosonohá stezka může být zohledněna ve stavebních úpravách dětského hřiště, výukového prostoru nebo interaktivní expozice.  Bosonohou stezkou může být také označená zážitková atrakce v rámci zábavních parků, součást areálu pro sportovní a zdravotní účely či škol a školek.
Trasa či stezka nabízí návštěvníkovi především bohaté hmatové vjemy. Podle zaměření stezky může být zaměřena na zážitek (chůze v zajímavém prostředí, smyslově podnětné reálie), na tělovýchovu a zdraví (zařazení stanovišť zacílených na cvičení na udržení rovnováhy, zvyšování citlivosti chodidel atd.) či environmentální výchovu (práce s přírodninami, propojení stezky a okolního prostředí, motivační zastavení na trase atd.).

## Prvky bosonohých stezek
- úseky vyplněné různými materiály, jako je kamení různé velikosti, písek, štěrk, kůra, dřevo, šišky;
- úseky obsahující brodění vodou (může být v kombinaci různě strukturovaných povrchů na dně);
- překážky (větve, větší kameny, terénní nerovnosti jako jsou schody, žebříky atd.);
- bezpečnostní prvky (zábradlí, opěry bezpečnostní lana či řetězy);
- vzdělávací a herní prvky (informační tabule, stojanové hry, poznávací panely);
- odpočinkové zóny (lavičky, zdroje čisté vody pro opláchnutí, pítka, zastíněná odpočívadla).